# Balesono
Balesono is een bestuurslaag in het regentschap Tulungagung van de provincie Oost-Java, Indonesië. Balesono telt 2757 inwoners (volkstelling 2010).